# Skicc bolygó
A Skicc bolygó (Planet Sketch) kanadai-brit rajzfilmsorozat, amelyet Nicholas Barber, Annie Caulfield, Marc Haynes és Jono Howard készítettek. A műsor, mint a cím is mutatja, különféle rajzolt skiccekről szól: mindegyikben más-más szereplő különféle vicces, érdekes vagy furcsa dolgokat cselekszik. Például van egy lány, aki különféle dolgokat húz ki az orrából, egy másik skiccben találhatunk egy nindzsát, akit egy család bérel fel, hogy mindennapos problémákat oldjon meg, stb. Ilyen jellegű vicces skicceket lehet fellelni ebben a sorozatban. 2 évadot élt meg 39 epizóddal a műsor. 11 perces egy epizód. Külföldön a CITV és a Teletoon mutatta be, Magyarországon a Jetix tűzte műsorára. Magyar bemutató ismeretlen. Külföldön 2005. november 19.-től 2008. szeptember 16.-ig vetítették.